# شهرستان هاروی ، میکر، مینه‌سوتا
شهرستان هاروی، میکر، مینه‌سوتا (به انگلیسی: Harvey Township) یک شهر در ایالات متحده آمریکا است که در شهرستان میکر، مینه‌سوتا واقع شده‌است. شهرستان هاروی ۱۰۰٫۹ کیلومتر مربع مساحت و ۴۴۵ نفر جمعیت دارد و ۳۳۸ متر بالاتر از سطح دریا واقع شده‌است.